# Balena franca pigmea
La balena franca pigmea (Caperea marginata) és una espècie de balena, l'única de la família dels neobalènids. Descrita per primer cop per Gray el 1846, és el misticet més petit, amb una mida d'entre 4 i 6,5 metres de llarg i entre 3.000 i 3.500 kg de pes. Malgrat el seu nom, la balena franca pigmea té més en comú amb la balena grisa i els balenoptèrids que amb la balena de Groenlàndia o les balenes franques.